# Katanga
Katanga (između 1972. i 1997. Shaba) je regija u DR Kongu, koja je između 1966. i 2006. činila administratinvu provinciju u DR Kongu. Glavni grad provincije bio je Lubumbashi (prije Elisabethville).
Katanga je bila kratkovječna samostalna država u središnjoj Africi, koju međutim nije priznala ni jedna druga država.
Regija leži u tzv. Bakrenom pojasu i bogata je mineralima, među ostalima bakrom. Površine 496 871 km², 16 puta veća od prijašnje kolonijalne sile Belgije.

## Povijest
Katanga je između 16. i kraja 19. stoljeća bila dio kraljevina Lunda i Luba. Kratko, sredinom 19. stoljeća, bila je dio i moćne kraljevine Jeke.
28. listopada 1906. osnovano je poduzeće Union Minière du Haut Katanga, koje je dobilo u zadatak od Slobodne Država Kongo eksploatirati mineralne rude u Katangi. U biti, poduzeće je upravljalo provincijom.

### Union Minière du Haut Katangini predsjednici
- Paul Gillet, 1955. – 1963.
- Edgar Van Der Straeten, 1963. – 1965.
- Louis Wallef, 1966.

### Union Minière du Haut Katangin šef gradilišta
- Gérard Assoignon, 1958. – 1966.

Kada je belgijska kolonija Belgijski Kongo postala neovisna 30. lipnja 1960. pod imenom Kongo-Léopoldville (od 1965. do 1997. Zair, danas DR Kongo), provincija Katanga proglašava svoju neovisnost, uz belgijsku pomoć i pod vodstvom Moise Tshombea, što je prouzročilo Kongo krizu. Na zahtjev centralne vlade Ujedinjeni Narodi šalju mirovne snage u Kongo, da bi pomogle novoj državi zajedništvo s Kongom, i tek poslije krvavog rata uspijeva mirovnjacima pobijediti snage Katange.
Provincija se prema konstituciji iz 2006. dijeli u 4 oblasti: Tanganjika, Haut-Lomami, Lualaba i Haut-Katanga.